# Verbi georgiani di 4ᵃ classe
Questa voce tratta della morfologia dei verbi georgiani di 4ª classe.
Nella 4ª classe rientrano due tipi derivazionali: i verbi base e i verbi derivati (che comprendono i desiderativi, gli incoativi, i giudicativi e i verbi di involontarietà). Caratteristica di questa classe è l'estensione della sintassi invertita a tutte le serie, come mostra la tabella che segue.
|                | Argomenti finali | Argomenti finali | Argomenti finali |
| Soggetto       | Ogg. diretto     | Ogg. indiretto   |                  |
| -------------- | ---------------- | ---------------- | ---------------- |
| Serie I/II/III | (SOD) NOM        |                  | (OIS) DAT        |

Un verbo potrà essere transitivo iniziale (ad es. უყვარს [u-q'var-s] "ama qcn.") o intransitivo iniziale (ad es. სძინავს [s-dzin-av-s] "dorme"). Nel secondo caso, all'assenza di SOD finale corrisponderà un marcatore vuoto di III singolare del soggetto (si veda Verbi georgiani#Regole di concordanza).
Dal punto di vista morfologico, i verbi di 4ª classe possono essere suddivisi in due tipi, a seconda del suffisso tematico che prendono al presente:
- verbi in -Ø, -av o -i;
- verbi in -eb.

I verbi base possono essere di entrambi i tipi; quelli derivati sono esclusivamente in -eb.
| Tipo derivazionale | Tipo morfologico |
| ------------------ | ---------------- |
| Verbi base         | -Ø/-av/-i        |
| Verbi base         | -eb              |
| Verbi derivati     | -eb              |

I verbi in -eb si coniugano esattamente come dei passivi sintetici bivalenti di 2ª classe, sia nella formazione dei temi che nei circonfissi di S e OI - in particolare, possono essere di tipo iniani (ad es. მოენატრება [mo=e-nat'r-eb-a] "gli mancherà qcn.") o talvolta doniani (ad es. დასჭირდება [da=s-ch'ir-d-eb-a] "ha bisogno di qcs."). L'unica differenza sta nella concordanza alla III plurale, che segue le regole della sintassi invertita (si veda Verbi georgiani#Concordanza alla III plurale). Alcuni manuali, quindi, descrivono questi verbi come di 2ª classe con coniugazione oggettiva, in riferimento alla preminenza logica di OI (ossia OIS) su S (ossia SOD, che spesso è assente).
Il resto di questa voce è dedicato invece al modello di coniugazione dei verbi in -Ø, -av o -i, che non è riconducibile a quello delle altre classi verbali. Si tratta di una quarantina di verbi di uso molto comune.
Il tema del futuro si ottiene sostituendo il suffisso tematico del tema del presente con -eb, mentre il tema dell'aoristo si ottiene eliminando il suffisso tematico dal tema del futuro. Sia la serie del futuro che quella dell'aoristo indicano OIS con la serie e-, cosicché tale vocale preradicale può essere considerata parte del tema.
Il tema del perfetto viene descritto spesso come il tema del masdar, sulla falsariga dei verbi bivalenti di 2ª classe. In realtà viene spesso utilizzata una forma di masdar più naturalmente associata a un verbo derivato dalla stessa radice; nel concreto, ciò si traduce nell'uso della sola radice o della radice con suffisso tematico -eb (si veda la sezione #Forme indefinite). OIS è indicato sempre con la serie h-.
| Serie    | Tema                          |
| -------- | ----------------------------- |
| Presente | e + RAD + suff.tem.*          |
| Futuro   | e + RAD + eb                  |
| Aoristo  | e + RAD                       |
| Perfetto | e + RAD (+ eb) (ossia Masdar) |

*-Ø, -av, o -i.
In un gran numero di verbi la radice subisce delle alterazioni nel passaggio da una serie all'altra, spesso nella forma di un ampliamento (si veda la sezione #Suppletivismo).
Molti verbi, infine, sono difettivi. Tipicamente manca la serie II (in tal caso imperfetto e congiuntivo presente prendono le veci di aoristo e ottativo); In altri casi è presente solo la serie I, in altri ancora solo la sottoserie del presente. Talvolta le forme mancanti sono supplite da un sinonimo, che ha però il tipo morfologico in -eb.

## Sottoserie del presente
In generale, gli screeve della sottoserie del presente dei verbi in -Ø, -av o -i sono modellati sulle forme relative dei verbi di 1ª e di 2ª classe.
Al presente, gli argomenti sono marcati come segue:
- OIS prende una qualunque serie di marcatori;
- SOD prende il gruppo v- con l'ausiliare al presente, con -a oppure -s alla III persona.

Esempi di verbi con le diverse serie di marcatori sono მოსწონს [mo=s-ts'on-s] "gli piace qcs." (serie h-), უკვირს [u-k'vir-s] "si sorprende di qcs." (serie u-), ახსოვს [a-khsov-s] "si ricorda di qcs." (serie a-), ეშინია [e-shin-i-a] "ha paura di qcs." (serie e-).
| I   | giim-Ø/• ⎯⎯⎯⎯ | iiiigv-Ø/• ⎯⎯⎯⎯   |             | v ⎯⎯⎯⎯ var    | v ⎯⎯⎯⎯ var-t |
| II  | miig-Ø/• ⎯⎯⎯⎯ | viiiig-Ø/• ⎯⎯⎯⎯ t | v ⎯⎯⎯⎯ khar | v ⎯⎯⎯⎯ khar-t |              |
| III | ih/s/Ø/• ⎯⎯⎯⎯ | ih/s/Ø/• ⎯⎯⎯⎯ (t) | ⎯⎯⎯⎯ a/s    | ⎯⎯⎯⎯ a/s      |              |

Eccezionale è il verbo უნდა [u-nd-a] "vuole qcs.", che aggiunge il marcatore dello screeve -i prima dell'ausiliare quando SOD è alla I o alla II persona (ad es. ვუნდივარ [v-u-nd-i-var] "mi vuole", უნდიხარ [u-nd-i-khar] "ti vuole" etc.).
All'imperfetto e al congiuntivo presente OIS è indicato dalla stessa serie di marcatori usata al presente, con la singola eccezione di აქვს [a-kv-s] "ha qcs.", impf. ჰქონდა [h-kon-d-a] (passaggio serie a- → serie h-, si veda #Il verbo di possesso inanimato). SOD viene indicato:
- con i circonfissi di 2ª classe se la III persona del presente è in -a;
- con i circonfissi di 1ª classe se la III persona del presente è in -s.

Il suffisso tematico -i viene eliminato prima dell'aggiunta del marcatore dell'imperfetto (ad es. უხარია [u-khar-i-a] "è contento" → impf. უხაროდა [u-khar-Ø-od-a]).
|            | III del presente in -a | III del presente in -a | III del presente in -a | III del presente in -a |            | III del presente in -s | III del presente in -s | III del presente in -s | III del presente in -s | III del presente in -s |
| Imperfetto | Imperfetto             | Congiuntivo presente   | Congiuntivo presente   | Imperfetto             | Imperfetto | Congiuntivo presente   | Congiuntivo presente   |                        |                        |                        |
| Singolare  | Plurale                | Singolare              | Plurale                | Singolare              | Plurale    | Singolare              | Plurale                |                        |                        |                        |
| ---------- | ---------------------- | ---------------------- | ---------------------- | ---------------------- | ---------- | ---------------------- | ---------------------- | ---------------------- | ---------------------- | ---------------------- |
| I          | v ⎯⎯⎯⎯ od-i            | v ⎯⎯⎯⎯ od-i-t          | v ⎯⎯⎯⎯ od-e            | v ⎯⎯⎯⎯ od-e-t          |            | v ⎯⎯⎯⎯ d-i             | v ⎯⎯⎯⎯ d-i-t           | v ⎯⎯⎯⎯ d-e             | v ⎯⎯⎯⎯ d-e-t           |                        |
| II         | v ⎯⎯⎯⎯ od-i            | v ⎯⎯⎯⎯ od-i-t          | v ⎯⎯⎯⎯ od-e            | v ⎯⎯⎯⎯ od-e-t          | v ⎯⎯⎯⎯ d-i | v ⎯⎯⎯⎯ d-i-t           | v ⎯⎯⎯⎯ d-e             | v ⎯⎯⎯⎯ d-e-t           |                        |                        |
| III        | ⎯⎯⎯⎯ od-a              | ⎯⎯⎯⎯ od-a              | ⎯⎯⎯⎯ od-e-s            | ⎯⎯⎯⎯ od-e-s            | ⎯⎯⎯⎯ d-a   | ⎯⎯⎯⎯ d-a               | ⎯⎯⎯⎯ d-e-s             | ⎯⎯⎯⎯ d-e-s             |                        |                        |

Tre verbi in -a prendono però eccezionalmente il suffisso -d: აკლია [a-k'l-i-a] "gli manca qcs." (→ impf. აკლდა [a-k'l-d-a]), სწადია [s-ts'ad-i-a] "brama qcs." (→ impf. სწადდა [s-ts'ad-d-a]), მიაჩნია [mi=a-chn-i-a] "ritiene qcs." (→ impf. მიაჩნდა [mi=a-chn-d-a]).
Nell'altro senso sono eccezionali i verbi in -i-s evolutisi da forme originarie di 2ª classe con presente arcaico (si veda Verbi georgiani di 2ᵃ classe#Presente e futuro arcaici). Questi ultimi prendono il suffisso -od (ad es. ესმის [e-sm-i-s] "sente qcs." → impf. ესმოდა [e-sm-od-a]).
Le tabelle che seguono illustrano la sottoserie del presente del verbo უყვარს [u-q'var-s] "ama qcn.". Il modello di coniugazione è quello con il presente in -s.
|        | I s                           | II s                         | III s                        | I pl                            | II pl                        | III pl                       |
| ------ | ----------------------------- | ---------------------------- | ---------------------------- | ------------------------------- | ---------------------------- | ---------------------------- |
| I s    |                               | გიყვარვარ [g-i-q'var-var]    | ვუყვარვარ [v-u-q'var-var]    |                                 | გიყვარვართ [g-i-q'var-var-t] | ვუყვარვარ [v-u-q'var-var]    |
| II s   | მიყვარხარ [m-i-q'var-khar]    |                              | უყვარხარ [u-q'var-khar]      | გვიყვარხარ [gv-i-q'var-khar]    |                              | უყვარხარ [u-q'var-khar]      |
| III s  | მიყვარს [m-i-q'var-s]         | გიყვარს [g-i-q'var-s]        | უყვარს [u-q'var-s]           | გვიყვარს [gv-i-q'var-s]         | გიყვართ [g-i-q'var-t]        | უყვართ [u-q'var-t]           |
| I pl   |                               | გიყვარვართ [g-i-q'var-var-t] | ვუყვარვართ [v-u-q'var-var-t] |                                 | გიყვარვართ [g-i-q'var-var-t] | ვუყვარვართ [v-u-q'var-var-t] |
| II pl  | მიყვარხართ [m-i-q'var-khar-t] |                              | უყვარხართ [u-q'var-khar-t]   | გვიყვარხართ [gv-i-q'var-khar-t] |                              | უყვარხართ [u-q'var-khar-t]   |
| III pl | მიყვარს [m-i-q'var-s]         | გიყვარს [g-i-q'var-s]        | უყვარს [u-q'var-s]           | გვიყვარს [gv-i-q'var-s]         | გიყვართ [g-i-q'var-t]        | უყვართ [u-q'var-t]           |

|        | I s                         | II s                        | III s                       | I pl                          | II pl                           | III pl                      |
| ------ | --------------------------- | --------------------------- | --------------------------- | ----------------------------- | ------------------------------- | --------------------------- |
| I s    |                             | გიყვარდი [g-i-q'var-d-i]    | ვუყვარდი [v-u-q'var-d-i]    |                               | გიყვარდით [g-i-q'var-var-d-i-t] | ვუყვარდი [v-u-q'var-d-i]    |
| II s   | მიყვარდი [m-i-q'var-d-i]    |                             | უყვარდი [u-q'var-d-i]       | გვიყვარდი [gv-i-q'var-d-i]    |                                 | უყვარდი [u-q'var-d-i]       |
| III s  | მიყვარდა [m-i-q'var-d-a]    | გიყვარდა [g-i-q'var-d-a]    | უყვარდა [u-q'var-d-a]       | გვიყვარდა [gv-i-q'var-d-a]    | გიყვარდათ [g-i-q'var-d-a-t]     | უყვარდათ [u-q'var-d-a-t]    |
| I pl   |                             | გიყვარდით [g-i-q'var-d-i-t] | ვუყვარდით [v-u-q'var-d-i-t] |                               | გიყვარდით [g-i-q'var-d-i-t]     | ვუყვარდით [v-u-q'var-d-i-t] |
| II pl  | მიყვარდით [m-i-q'var-d-i-t] |                             | უყვარდით [u-q'var-d-i-t]    | გვიყვარდით [gv-i-q'var-d-i-t] |                                 | უყვარდით [u-q'var-d-i-t]    |
| III pl | მიყვარდა [m-i-q'var-d-a]    | გიყვარდა [g-i-q'var-d-a]    | უყვარდა [u-q'var-d-a]       | გვიყვარდა [gv-i-q'var-d-a]    | გიყვარდათ [g-i-q'var-d-a-t]     | უყვარდათ [u-q'var-d-a-t]    |

|        | I s                         | II s                        | III s                       | I pl                          | II pl                           | III pl                      |
| ------ | --------------------------- | --------------------------- | --------------------------- | ----------------------------- | ------------------------------- | --------------------------- |
| I s    |                             | გიყვარდე [g-i-q'var-d-e]    | ვუყვარდე [v-u-q'var-d-e]    |                               | გიყვარდეთ [g-i-q'var-var-d-e-t] | ვუყვარდე [v-u-q'var-d-e]    |
| II s   | მიყვარდე [m-i-q'var-d-e]    |                             | უყვარდე [u-q'var-d-e]       | გვიყვარდე [gv-i-q'var-d-e]    |                                 | უყვარდე [u-q'var-d-e]       |
| III s  | მიყვარდეს [m-i-q'var-d-e-s] | გიყვარდეს [g-i-q'var-d-e-s] | უყვარდეს [u-q'var-d-e-s]    | გვიყვარდეს [gv-i-q'var-d-e-s] | გიყვარდეთ [g-i-q'var-d-e-t]     | უყვარდეთ [u-q'var-d-e-t]    |
| I pl   |                             | გიყვარდეთ [g-i-q'var-d-e-t] | ვუყვარდეთ [v-u-q'var-d-e-t] |                               | გიყვარდეთ [g-i-q'var-d-e-t]     | ვუყვარდეთ [v-u-q'var-d-e-t] |
| II pl  | მიყვარდეთ [m-i-q'var-d-e-t] |                             | უყვარდეთ [u-q'var-d-e-t]    | გვიყვარდეთ [gv-i-q'var-d-e-t] |                                 | უყვარდეთ [u-q'var-d-e-t]    |
| III pl | მიყვარდეს [m-i-q'var-d-e-s] | გიყვარდეს [g-i-q'var-d-e-s] | უყვარდეს [u-q'var-d-e-s]    | გვიყვარდეს [gv-i-q'var-d-e-s] | გიყვარდეთ [g-i-q'var-d-e-t]     | უყვარდეთ [u-q'var-d-e-t]    |

## Sottoserie del futuro
Gli screeve della sottoserie del futuro dei verbi in -Ø, -av o -i sono modellati sulle forme relative dei verbi iniani di 2ª classe. Gli argomenti sono marcati come segue:
- OIS prende la serie e- di marcatori, quale che fosse la serie usata al presente;
- SOD prende i circonfissi di S usati nei rispettivi screeve nella 2ª classe.

|           | OIS       | OIS           |          | SOD          | SOD          | SOD           | SOD                | SOD                | SOD | SOD         | SOD           |
| Futuro    | Futuro    | OIS           |          | Condizionale | Condizionale |               | Congiuntivo futuro | Congiuntivo futuro |     |             |               |
| Singolare | Plurale   | Singolare     | Plurale  | Singolare    | Plurale      | Singolare     | Plurale            |                    |     |             |               |
| --------- | --------- | ------------- | -------- | ------------ | ------------ | ------------- | ------------------ | ------------------ | --- | ----------- | ------------- |
| I         | gm-e ⎯⎯⎯⎯ | gv-e ⎯⎯⎯⎯     |          | v ⎯⎯⎯⎯ i     | v ⎯⎯⎯⎯ i-t   |               | v ⎯⎯⎯⎯ od-i        | v ⎯⎯⎯⎯ od-i-t      |     | v ⎯⎯⎯⎯ od-e | v ⎯⎯⎯⎯ od-e-t |
| II        | mg-e ⎯⎯⎯⎯ | vg-e ⎯⎯⎯⎯ t   | v ⎯⎯⎯⎯ i | v ⎯⎯⎯⎯ i-t   | v ⎯⎯⎯⎯ od-i  | v ⎯⎯⎯⎯ od-i-t | v ⎯⎯⎯⎯ od-e        | v ⎯⎯⎯⎯ od-e-t      |     |             |               |
| III       | gm-e ⎯⎯⎯⎯ | gv-e ⎯⎯⎯⎯ (t) | ⎯⎯⎯⎯ a   | ⎯⎯⎯⎯ a       | ⎯⎯⎯⎯ od-a    | ⎯⎯⎯⎯ od-a     | ⎯⎯⎯⎯ od-e-s        | ⎯⎯⎯⎯ od-e-s        |     |             |               |

Le tabelle che seguono illustrano la sottoserie del futuro del verbo უყვარს [u-q'var-s] "ama qcn.".
|        | I s                           | II s                          | III s                         | I pl                            | II pl                         | III pl                        |
| ------ | ----------------------------- | ----------------------------- | ----------------------------- | ------------------------------- | ----------------------------- | ----------------------------- |
| I s    |                               | გეყვარები [g-e-q'var-eb-i]    | ვეყვარები [v-e-q'var-eb-i]    |                                 | გეყვარებით [g-e-q'var-eb-i-t] | ვეყვარები [v-e-q'var-eb-i]    |
| II s   | მეყვარები [m-e-q'var-eb-i]    |                               | ეყვარები [e-q'var-eb-i]       | გვეყვარები [gv-e-q'var-eb-i]    |                               | ეყვარები [e-q'var-eb-i]       |
| III s  | მეყვარება [m-e-q'var-eb-a]    | გეყვარება [g-e-q'var-eb-a]    | ეყვარება [e-q'var-eb-a]       | გვეყვარება [gv-e-q'var-eb-a]    | გეყვარებათ [g-e-q'var-eb-a-t] | ეყვარებათ [e-q'var-eb-a-t]    |
| I pl   |                               | გეყვარებით [g-e-q'var-eb-i-t] | ვეყვარებით [v-e-q'var-eb-i-t] |                                 | გეყვარებით [g-e-q'var-eb-i-t] | ვეყვარებით [v-e-q'var-eb-i-t] |
| II pl  | მეყვარებით [m-e-q'var-eb-i-t] |                               | ეყვარებით [e-q'var-eb-i-t]    | გვეყვარებით [gv-e-q'var-eb-i-t] |                               | ეყვარებით [e-q'var-eb-i-t]    |
| III pl | მეყვარება [m-e-q'var-eb-a]    | გეყვარება [g-e-q'var-eb-a]    | ეყვარება [e-q'var-eb-a]       | გვეყვარება [gv-e-q'var-eb-a]    | გეყვარებათ [g-e-q'var-eb-a-t] | ეყვარებათ [e-q'var-eb-a-t]    |

|        | I s                                | II s                               | III s                              | I pl                                 | II pl                              | III pl                             |
| ------ | ---------------------------------- | ---------------------------------- | ---------------------------------- | ------------------------------------ | ---------------------------------- | ---------------------------------- |
| I s    |                                    | გეყვარებოდი [g-e-q'var-eb-od-i]    | ვეყვარებოდი [v-e-q'var-eb-od-i]    |                                      | გეყვარებოდით [g-e-q'var-eb-od-i-t] | ვეყვარებოდი [v-e-q'var-eb-od-i]    |
| II s   | მეყვარებოდი [m-e-q'var-eb-od-i]    |                                    | ეყვარებოდი [e-q'var-eb-od-i]       | გვეყვარებოდი [gv-e-q'var-eb-od-i]    |                                    | ეყვარებოდი [e-q'var-eb-od-i]       |
| III s  | მეყვარებოდა [m-e-q'var-eb-od-a]    | გეყვარებოდა [g-e-q'var-eb-od-a]    | ეყვარებოდა [e-q'var-eb-od-a]       | გვეყვარებოდა [gv-e-q'var-eb-od-a]    | გეყვარებოდათ [g-e-q'var-eb-od-a-t] | ეყვარებოდათ [e-q'var-eb-od-a-t]    |
| I pl   |                                    | გეყვარებოდით [g-e-q'var-eb-od-i-t] | ვეყვარებოდით [v-e-q'var-eb-od-i-t] |                                      | გეყვარებოდით [g-e-q'var-eb-od-i-t] | ვეყვარებოდით [v-e-q'var-eb-od-i-t] |
| II pl  | მეყვარებოდით [m-e-q'var-eb-od-i-t] |                                    | ეყვარებოდით [e-q'var-eb-od-i-t]    | გვეყვარებოდით [gv-e-q'var-eb-od-i-t] |                                    | ეყვარებოდით [e-q'var-eb-od-i-t]    |
| III pl | მეყვარებოდა [m-e-q'var-eb-od-a]    | გეყვარებოდა [g-e-q'var-eb-od-a]    | ეყვარებოდა [e-q'var-eb-od-a]       | გვეყვარებოდა [gv-e-q'var-eb-od-a]    | გეყვარებოდათ [g-e-q'var-eb-od-a-t] | ეყვარებოდათ [e-q'var-eb-od-a-t]    |

|        | I s                                | II s                               | III s                              | I pl                                 | II pl                              | III pl                             |
| ------ | ---------------------------------- | ---------------------------------- | ---------------------------------- | ------------------------------------ | ---------------------------------- | ---------------------------------- |
| I s    |                                    | გეყვარებოდე [g-e-q'var-eb-od-e]    | ვეყვარებოდე [v-e-q'var-eb-od-e]    |                                      | გეყვარებოდეთ [g-e-q'var-eb-od-e-t] | ვეყვარებოდე [v-e-q'var-eb-od-e]    |
| II s   | მეყვარებოდე [m-e-q'var-eb-od-e]    |                                    | ეყვარებოდე [e-q'var-eb-od-e]       | გვეყვარებოდე [gv-e-q'var-eb-od-e]    |                                    | ეყვარებოდე [e-q'var-eb-od-e]       |
| III s  | მეყვარებოდეს [m-e-q'var-eb-od-e-s] | გეყვარებოდეს [g-e-q'var-eb-od-e-s] | ეყვარებოდეს [e-q'var-eb-od-e-s]    | გვეყვარებოდეს [gv-e-q'var-eb-od-e-s] | გეყვარებოდეთ [g-e-q'var-eb-od-e-t] | ეყვარებოდეთ [e-q'var-eb-od-e-t]    |
| I pl   |                                    | გეყვარებოდეთ [g-e-q'var-eb-od-e-t] | ვეყვარებოდეთ [v-e-q'var-eb-od-e-t] |                                      | გეყვარებოდეთ [g-e-q'var-eb-od-e-t] | ვეყვარებოდეთ [v-e-q'var-eb-od-e-t] |
| II pl  | მეყვარებოდეთ [m-e-q'var-eb-od-e-t] |                                    | ეყვარებოდეთ [e-q'var-eb-od-e-t]    | გვეყვარებოდეთ [gv-e-q'var-eb-od-e-t] |                                    | ეყვარებოდეთ [e-q'var-eb-od-e-t]    |
| III pl | მეყვარებოდეს [m-e-q'var-eb-od-e-s] | გეყვარებოდეს [g-e-q'var-eb-od-e-s] | ეყვარებოდეს [e-q'var-eb-od-e-s]    | გვეყვარებოდეს [gv-e-q'var-eb-od-e-s] | გეყვარებოდეთ [g-e-q'var-eb-od-e-t] | ეყვარებოდეთ [e-q'var-eb-od-e-t]    |

## Serie dell'aoristo
Anche gli screeve della serie dell'aoristo dei verbi in -Ø, -av o -i sono modellati sulle forme relative dei verbi iniani di 2ª classe. Gli argomenti sono marcati come segue:
- OIS prende la serie e- di marcatori, quale che fosse la serie usata al presente;
- SOD prende i circonfissi deboli della serie II di 1ª/2ª classe.

|           | OIS       | OIS           |          | SOD        | SOD        | SOD        | SOD      | SOD        |
| Aoristo   | Aoristo   | OIS           |          | Ottativo   | Ottativo   |            |          |            |
| Singolare | Plurale   | Singolare     | Plurale  | Singolare  | Plurale    |            |          |            |
| --------- | --------- | ------------- | -------- | ---------- | ---------- | ---------- | -------- | ---------- |
| I         | gm-e ⎯⎯⎯⎯ | gv-e ⎯⎯⎯⎯     |          | v ⎯⎯⎯⎯ e   | v ⎯⎯⎯⎯ e-t |            | v ⎯⎯⎯⎯ o | v ⎯⎯⎯⎯ o-t |
| II        | mg-e ⎯⎯⎯⎯ | vg-e ⎯⎯⎯⎯ t   | v ⎯⎯⎯⎯ e | v ⎯⎯⎯⎯ e-t | v ⎯⎯⎯⎯ o   | v ⎯⎯⎯⎯ o-t |          |            |
| III       | gm-e ⎯⎯⎯⎯ | gv-e ⎯⎯⎯⎯ (t) | ⎯⎯⎯⎯ a   | ⎯⎯⎯⎯ a     | ⎯⎯⎯⎯ o-s   | ⎯⎯⎯⎯ o-s   |          |            |

Le tabelle che seguono illustrano la serie dell'aoristo del verbo მოსწონს [mo=s-ts'on-s] "qcs. gli piace" (si veda anche #Uso del preverbo).
|        | I s                          | II s                         | III s                        | I pl                           | II pl                        | III pl                       |
| ------ | ---------------------------- | ---------------------------- | ---------------------------- | ------------------------------ | ---------------------------- | ---------------------------- |
| I s    |                              | მოგეწონე [mo=g-e-ts'on-e]    | მოვეწონე [mo=v-e-ts'on-e]    |                                | მოგეწონეთ [mo=g-e-ts'on-e-t] | მოვეწონე [mo=v-e-ts'on-e]    |
| II s   | მომეწონე [mo=m-e-ts'on-e]    |                              | მოეწონე [mo=e-ts'on-e]       | მოგვეწონე [mo=gv-e-ts'on-e]    |                              | მოეწონე [mo=e-ts'on-e]       |
| III s  | მომეწონა [mo=m-e-ts'on-a]    | მოგეწონა [mo=g-e-ts'on-a]    | მოეწონა [mo=e-ts'on-a]       | მოგვეწონა [mo=gv-e-ts'on-a]    | მოგეწონათ [mo=g-e-ts'on-a-t] | მოეწონათ [mo=e-ts'on-a-t]    |
| I pl   |                              | მოგეწონეთ [mo=g-e-ts'on-e-t] | მოვეწონეთ [mo=v-e-ts'on-e-t] |                                | მოგეწონეთ [mo=g-e-ts'on-e-t] | მოვეწონეთ [mo=v-e-ts'on-e-t] |
| II pl  | მომეწონეთ [mo=m-e-ts'on-e-t] |                              | მოეწონეთ [mo=e-ts'on-e-t]    | მოგვეწონეთ [mo=gv-e-ts'on-e-t] |                              | მოეწონეთ [mo=e-ts'on-e-t]    |
| III pl | მომეწონა [mo=m-e-ts'on-a]    | მოგეწონა [mo=g-e-ts'on-a]    | მოეწონა [mo=e-ts'on-a]       | მოგვეწონა [mo=gv-e-ts'on-a]    | მოგეწონათ [mo=g-e-ts'on-a-t] | მოეწონათ [mo=e-ts'on-a-t]    |

|        | I s                          | II s                         | III s                        | I pl                           | II pl                        | III pl                       |
| ------ | ---------------------------- | ---------------------------- | ---------------------------- | ------------------------------ | ---------------------------- | ---------------------------- |
| I s    |                              | მოგეწონო [mo=g-e-ts'on-o]    | მოვეწონო [mo=v-e-ts'on-o]    |                                | მოგეწონოთ [mo=g-e-ts'on-o-t] | მოვეწონო [mo=v-e-ts'on-o]    |
| II s   | მომეწონო [mo=m-e-ts'on-o]    |                              | მოეწონო [mo=e-ts'on-o]       | მოგვეწონო [mo=gv-e-ts'on-o]    |                              | მოეწონო [mo=e-ts'on-o]       |
| III s  | მომეწონოს [mo=m-e-ts'on-o-s] | მოგეწონოს [mo=g-e-ts'on-o-s] | მოეწონოს [mo=e-ts'on-o-s]    | მოგვეწონოს [mo=gv-e-ts'on-o-s] | მოგეწონოთ [mo=g-e-ts'on-o-t] | მოეწონოთ [mo=e-ts'on-o-t]    |
| I pl   |                              | მოგეწონოთ [mo=g-e-ts'on-o-t] | მოვეწონოთ [mo=v-e-ts'on-o-t] |                                | მოგეწონოთ [mo=g-e-ts'on-o-t] | მოვეწონოთ [mo=v-e-ts'on-o-t] |
| II pl  | მომეწონოთ [mo=m-e-ts'on-o-t] |                              | მოეწონოთ [mo=e-ts'on-o-t]    | მოგვეწონოთ [mo=gv-e-ts'on-o-t] |                              | მოეწონოთ [mo=e-ts'on-o-t]    |
| III pl | მომეწონოს [mo=m-e-ts'on-o-s] | მოგეწონოს [mo=g-e-ts'on-o-s] | მოეწონოს [mo=e-ts'on-o-s]    | მოგვეწონოს [mo=gv-e-ts'on-o-s] | მოგეწონოთ [mo=g-e-ts'on-o-t] | მოეწონოთ [mo=e-ts'on-o-t]    |

## Serie del perfetto
Sebbene la serie III dei verbi in -Ø, -av o -i non segua perfettamente il modello dei bivalenti di 2ª classe nella formazione del tema (si veda #Forme indefinite), lo fa invece nell'uso dei circonfissi. Gli argomenti sono infatti marcati come segue.
- OIS prende la serie h- in entrambi gli screeve.
- SOD prende:
  - al perfetto, il gruppo v- con l'ausiliare al presente (con -a alla III s) preceduto dal marcatore dello screeve -i;
  - al piuccheperfetto, i circonfissi di SOD del condizionale.

|           | OIS         | OIS             |               | SOD             | SOD             | SOD           | SOD         | SOD           |
| Perfetto  | Perfetto    | OIS             |               | Piuccheperfetto | Piuccheperfetto |               |             |               |
| Singolare | Plurale     | Singolare       | Plurale       | Singolare       | Plurale         |               |             |               |
| --------- | ----------- | --------------- | ------------- | --------------- | --------------- | ------------- | ----------- | ------------- |
| I         | is/Øm ⎯⎯⎯⎯  | is/Øgv ⎯⎯⎯⎯     |               | v ⎯⎯⎯⎯ i-var    | v ⎯⎯⎯⎯ i-var-t  |               | v ⎯⎯⎯⎯ od-i | v ⎯⎯⎯⎯ od-i-t |
| II        | i/s/Øg ⎯⎯⎯⎯ | i/s/Øg ⎯⎯⎯⎯ t   | v ⎯⎯⎯⎯ i-khar | v ⎯⎯⎯⎯ i-khar-t | v ⎯⎯⎯⎯ od-i     | v ⎯⎯⎯⎯ od-i-t |             |               |
| III       | ih/s/Ø ⎯⎯⎯⎯ | ih/s/Ø ⎯⎯⎯⎯ (t) | ⎯⎯⎯⎯ i-a      | ⎯⎯⎯⎯ i-a        | ⎯⎯⎯⎯ od-a       | ⎯⎯⎯⎯ od-a     |             |               |

Le tabelle che seguono illustrano la serie del perfetto del verbo უყვარს [u-q'var-s] "ama qcn."; il tema è ricavato da un masdar *ყვარება [q'var-eb-a].
|        | I s                                | II s                              | III s                              | I pl                                 | II pl                             | III pl                             |
| ------ | ---------------------------------- | --------------------------------- | ---------------------------------- | ------------------------------------ | --------------------------------- | ---------------------------------- |
| I s    |                                    | გყვარებივარ [g-q'var-eb-i-var]    | ვყვარებივარ [v-q'var-eb-i-var]     |                                      | გყვარებივართ [g-q'var-eb-i-var-t] | ვყვარებივარ [v-q'var-eb-i-var]     |
| II s   | მყვარებიხარ [m-q'var-eb-i-khar]    |                                   | ჰყვარებიხარ [h-q'var-eb-i-khar]    | გვყვარებიხარ [gv-q'var-eb-i-khar]    |                                   | ჰყვარებიხარ [h-q'var-eb-i-khar]    |
| III s  | მყვარებია [m-q'var-eb-i-a]         | გყვარებია [g-q'var-eb-i-a]        | ჰყვარებია [h-q'var-eb-i-a]         | გვყვარებია [gv-q'var-eb-i-a]         | გყვარებიათ [g-q'var-eb-i-a-t]     | ჰყვარებიათ [h-q'var-eb-i-a-t]      |
| I pl   |                                    | გყვარებივართ [g-q'var-eb-i-var-t] | ვყვარებივართ [v-q'var-eb-i-var-t]  |                                      | გყვარებივართ [g-q'var-eb-i-var-t] | ვყვარებივართ [v-q'var-eb-i-var-t]  |
| II pl  | მყვარებიხართ [m-q'var-eb-i-khar-t] |                                   | ჰყვარებიხართ [h-q'var-eb-i-khar-t] | გვყვარებიხართ [gv-q'var-eb-i-khar-t] |                                   | ჰყვარებიხართ [h-q'var-eb-i-khar-t] |
| III pl | მყვარებია [m-q'var-eb-i-a]         | გყვარებია [g-q'var-eb-i-a]        | ჰყვარებია [h-q'var-eb-i-a]         | გვყვარებია [gv-q'var-eb-i-a]         | გყვარებიათ [g-q'var-eb-i-a-t]     | ჰყვარებიათ [h-q'var-eb-i-a-t]      |

|        | I s                             | II s                            | III s                           | I pl                              | II pl                           | III pl                          |
| ------ | ------------------------------- | ------------------------------- | ------------------------------- | --------------------------------- | ------------------------------- | ------------------------------- |
| I s    |                                 | გყვარებოდი [g-q'var-eb-od-i]    | ვყვარებოდი [v-q'var-eb-od-i]    |                                   | გყვარებოდით [g-q'var-eb-od-i-t] | ვყვარებოდი [v-q'var-eb-od-i]    |
| II s   | მყვარებოდი [m-q'var-eb-od-i]    |                                 | ჰყვარებოდი [h-q'var-eb-od-i]    | გვყვარებოდი [gv-q'var-eb-od-i]    |                                 | ჰყვარებოდი [h-q'var-eb-od-i]    |
| III s  | მყვარებოდა [m-q'var-eb-od-a]    | გყვარებოდა [g-q'var-eb-od-a]    | ჰყვარებოდა [h-q'var-eb-od-a]    | გვყვარებოდა [gv-q'var-eb-od-a]    | გყვარებოდათ [g-q'var-eb-od-a-t] | ჰყვარებოდათ [h-q'var-eb-od-a-t] |
| I pl   |                                 | გყვარებოდით [g-q'var-eb-od-i-t] | ვყვარებოდით [v-q'var-eb-od-i-t] |                                   | გყვარებოდით [g-q'var-eb-od-i-t] | ვყვარებოდით [v-q'var-eb-od-i-t] |
| II pl  | მყვარებოდით [m-q'var-eb-od-i-t] |                                 | ჰყვარებოდით [h-q'var-eb-od-i-t] | გვყვარებოდით [gv-q'var-eb-od-i-t] |                                 | ჰყვარებოდით [h-q'var-eb-od-i-t] |
| III pl | მყვარებოდა [m-q'var-eb-od-a]    | გყვარებოდა [g-q'var-eb-od-a]    | ჰყვარებოდა [h-q'var-eb-od-a]    | გვყვარებოდა [gv-q'var-eb-od-a]    | გყვარებოდათ [g-q'var-eb-od-a-t] | ჰყვარებოდათ [h-q'var-eb-od-a-t] |

## Forme indefinite
La costruzione delle forme indefinite è, nel caso dei verbi in -Ø, -av o -i, la più asistematica di tutte le classi verbali.
Dei participi sono utilizzati soprattutto quello presente e quello futuro: il primo è caratterizzato dal prefisso m- (ad es. სძინავს [s-dzin-av-s] "dorme" → მძინარი [m-dzin-ar-i]) o mo- (ad es. უყვარს [u-q'var-s] "ama" → მოყვარული [mo-q'var-ul-i]), il secondo da sa- (სტკივა [s-t'kiv-a] "gli fa male qcs." → სატკივარი [sa-t'k'iv-ar-i]); le componenti suffissali sono invece molto variabili. Altre volte i participi mancano del tutto.
Il masdar propriamente associato al verbo di 4ª classe è spesso indistinguibile da un sostantivo astratto. Ciò determina una grande varietà nella scelta dei circonfissi formazionali. D'altra parte il masdar propriamente detto va raramente a costituire il tema del perfetto, come avviene invece sempre nei bivalenti di 2ª classe su cui la 4ª è modellata. A tal fine, invece, si utilizza spesso un'altra forma, costituita dalla radice e dal suffisso tematico -eb. Per illustrare la variabilità dei circonfissi formazionali si riportano alcuni esempi:
- უნდა [u-nd-a] "vuole qcs." → ნდომა [nd-om-a] "volontà" (masdar del pf. *ნდომება [nd-om-eb-a]);
- უყვარს [u-q'var-s] "ama" → სიყვარული [si-q'var-ul-i] "amore" (masdar del pf. *ყვარება [q'var-eb-a]);
- სურს [sur-s] "desidera qcs." → სურვილი [surv-il-i] "desiderio" (masdar del pf. *სურვება [surv-eb-a]);
- სძინავს [s-dzin-av-s] "dorme" → ძილი [dzil-i] "sonno" (masdar del pf. *ძინება [dzin-eb-a]);
- სწამს [s-ts'am-s] "crede a qcs." → რწმენა [rts'm-en-a] "credenza" (masdar del pf. *წამება [ts'am-eb-a]).

## Particolarità ed eccezioni

### Suppletivismo
Molti dei verbi in -Ø, -av o -i sono variamente suppletivi. Può avvenire che venga usata una radice diversa a partire dalla sottoserie del futuro (spesso ottenuta per ampliamento di quella del presente), come ad esempio:
- სურს [sur-s] "desidera qcs." → fut. ესურვება [e-surv-eb-a];
- ახსოვს [a-khsov-s] "ricorda qcs." → fut. ეხსომება [e-khsom-eb-a];
- უნდა [u-nd-a] "vuole qcs." → fut. ენდომება [e-ndom-eb-a].

In altri casi la radice nuova viene introdotta nella serie del perfetto, come ad esempio:
- სწყინს [s-ts'q'in-s] "trova qcs. sgradevole" → pf. სწყენია [s-ts'qen-i-a];
- ესმის [e-sm-i-s] "sente" → pf. (მო)სმენია [(mo-)smen-i-a].

Ci possono anche essere due radici nuove, ad esempio:
- სტკივა [s-t'k'iv-a] "gli fa male qcs." → fut. ეტკინება [e-t'k'in-eb-a], aor. ეტკინა [e-t'k'in-a], pf. სტკენია [s-t'k'en-i-a];
- ჰქვია [h-kv-i-a] "si chiama" → fut. ერქმევა [e-rkmev-a], aor. ერქვა [e-rkv-a], pf. რქმევია [rkmev-i-a].[21]

Fortemente suppletivi sono anche i due verbi აქვს [a-kv-s] "ha qcs." e ჰყავს [h-q'av-s] "ha qcn." (si veda #Verbi irregolari).
Talvolta, se il verbo è difettivo, l'alterazione della radice si manifesta solamente in eventuali verbi derivati (ad es. შია [shi-a] "ha fame" → inc. მოშივდება [mo=shiv-d-eb-a] "gli verrà fame").

### Uso del preverbo
Nei verbi in -Ø, -av o -i il preverbo non è utilizzato quasi mai come marca perfettiva. Assume significato direzionale/orientazionale quando aggiunto ai verbi di possesso (si veda #Verbi irregolari). In due casi, inoltre, è presente in tutte le serie senza significato funzionale: მოსწონს [mo=s-ts'on-s] "gli piace qcs." e შეუძლია [she=u-dzl-i-a] "può qcs.", "è in grado (di fare qcs.)".
Al contrario, nei verbi in -eb il preverbo è usato regolarmente come marca perfettiva dalla sottoserie del futuro in poi (ad es. ეცოდება [e-tsod-eb-a] "mi dispiace per qcn." → fut. შეეცოდება [she=e-tsod-eb-a]). In molti casi però non è utilizzato affatto (ad es. ეეჭვება [e-ech'v-eb-a] "vede qcs. con sospetto" → fut. ეეჭვება [Ø=e-ech'v-eb-a]).

### "Oggetto al genitivo"
Esiste un piccolo gruppo di verbi in cui l'OD iniziale viene espresso in maniera anomala a livello finale, ossia:
- con il NOM dell'aggettivo possessivo se si trattava di un pronome personale;
- al GEN (regolare o esteso) se si trattava di un sostantivo.

In tutti i casi l'"oggetto al genitivo" si comporta come un SOD alla III singolare. Il gruppo comprende almeno i seguenti verbi:
- სჯერა [s-jer-a] o il sinonimo სწამს [s-ts'am-s] "crede a qcn./(nella verità di) qcs.GEN";[27]
- ეშინია [e-shin-i-a] "ha paura di qcn./qcs.GEN";
- რცხვენია [rtskhven-i-a] "si vergogna di qcn./qcs.GEN";
- ეხათრება [e-khatr-eb-a] "si sente in imbarazzo per qcn./qcs.GEN";
- შურს "è invidioso di qcn./qcs.GEN" (ma è usata anche la sintassi regolare).

Il verbo ესმის [e-sm-i-s] prende l'aggettivo possessivo della persona nel significato di "capisce qcn." (ad es. მესმის შენი [m-e-sm-i-s sheni] "ti capisco"), ma non il GEN della cosa.

## Verbi irregolari
Alla 4ᵃ classe appartengono due importanti verbi irregolari, entrambi con suffisso tematico -Ø:
- აქვს [a-kv-s] "ha (qcs.)";
- ჰყავს [h-q'-av-s] "ha (qcn.)".

Il primo è utilizzato per esprimere il possesso di oggetti inanimati, il secondo per tutto ciò che è animato (persone e animali).  Entrambi sono suppletivi. Possono inoltre prendere un preverbo di significato direzionale, assumendo il significato base di "portare (qcs./qcn.)"; i verbi che ne derivano sono di 4ᵃ classe nella sottoserie del presente e di 1ᵃ classe altrove, sia nella coniugazione che nella sintassi.

### Il verbo di possesso inanimato
Le radici utilizzate sono quattro: -kv- al presente, -kn- nella sottoserie del futuro e -kon- altrove. La serie II manca ed è supplita dall'imperfetto e dal congiuntivo presente. Poiché l'oggetto del possesso è inanimato, SOD è di fatto sempre alla III persona.
- Il presente è აქვს [a-kv-s] (OIS indicato dalla serie a-). Nel parlato si utilizzano anche delle forme troncate, che si ottengono eliminando il suffisso -s e la v della radice, come illustrato nella tabella che segue.[30]

|          | Singolare        | Singolare    | Plurale            | Plurale         |
| Regolare | Troncato         | Regolare     | Troncato           |                 |
| -------- | ---------------- | ------------ | ------------------ | --------------- |
| I        | მაქვს [m-a-kv-s] | მაქ [m-a-kØ] | გვაქვს [gv-a-kv-s] | გვაქ [gv-a-kØ]  |
| II       | გაქვს [g-a-kv-s] | გაქ [g-a-kØ] | გაქვთ [g-a-kv-t]   | გაქთ [g-a-kØ-t] |
| III      | აქვს [a-kv-s]    | აქ [a-kØ]    | აქვთ [a-kv-t]      | აქთ [a-kØ-t]    |

L'imperfetto ჰქონდა [h-kon-d-a] e il congiuntivo presente ჰქონდეს [h-kon-d-e-s] prendono il marcatore -d, regolarmente rispetto al presente in -s (ma con radice diversa); eccezionalmente cambia la struttura preradicale, con OIS che prende la serie h-.
- Il futuro ექნება [e-kn-eb-a] non è altro che la forma relativa con sintassi invertita del futuro del verbo "essere" იქნება [i-kn-eb-a] (si veda Verbi georgiani di 2ᵃ classe#Il verbo "essere"): il significato originario era infatti "a lui sarà", con una costruzione simile al dativo di possesso latino.[30] Dal futuro si formano regolarmente il condizionale ექნებოდა [e-kn-eb-od-a] e il congiuntivo futuro ექნებოდეს [e-kn-eb-od-e-s].
- Il perfetto მქონია [m-kon-i-a] e il piuccheperfetto მქონოდა [m-kon-od-a] sono regolarmente formati dalla radice del masdar ქონა [kon-a].

Il paradigma completo del verbo, comprensivo delle forme indefinite, è illustrato nella tabella che segue.
|           | Screeve              | Screeve                 | Screeve                    |                               | Participi              | Participi |
| Serie I   | Presente             | Imperfetto              | Cong. presente             | Attivo                        | Futuro                 |           |
| --------- | -------------------- | ----------------------- | -------------------------- | ----------------------------- | ---------------------- | --------- |
| Serie I   | აქვს [a-kv-s]        | ჰქონდა [h-kon-d-a]      | ჰქონდეს [h-kon-d-e-s]      | მქონე(ბელი) [m-kon-e(b-el-i)] | საქონელი [sa-kon-el-i] |           |
| Serie I   | Futuro               | Condizionale            | Cong. futuro               | Perfetto                      | Privativo              |           |
| Serie I   | ექნება [e-kn-eb-a]   | ექნებოდა [e-kn-eb-od-a] | ექნებოდეს [e-kn-eb-od-e-s] | ნაქონი [na-kon-i]             | ×                      |           |
| Serie II  |                      | Aoristo                 | Ottativo                   | Masdar                        | Masdar                 |           |
| Serie II  | (ჰქონდა) [h-kon-d-a] | (ჰქონდეს) [h-kon-d-e-s] | ქონ(ებ)ა [kon(-eb)-a]      | ქონ(ებ)ა [kon(-eb)-a]         |                        |           |
| Serie III |                      | Perfetto                | Piuccheperfetto            |                               |                        |           |
| Serie III | ჰქონია [h-kon-i-a]   | ჰქონოდა [h-kon-od-a]    |                            |                               |                        |           |

L'aggiunta di un preverbo nella sottoserie del presente veicola il significato di trasporto di un oggetto inanimato (ad es. მოაქვს [mo=a-kv-s] "porta qui qcs.", შეაქვს [she=a-kv-s] "porta dentro qcs." e così via). Al di fuori della sottoserie del presente il verbo così ottenuto utilizza la radice -t'an- e ha la coniugazione di 1ᵃ classe, con aggiunta della vocale preradicale i- nella sottoserie del futuro e nella serie II. Il paradigma completo a meno del preverbo è illustrato nella tabella che segue.
|           | Screeve               | Screeve               | Screeve                  |                      | Participi               | Participi |
| Serie I   | Presente              | Imperfetto            | Cong. presente           | Attivo               | Futuro                  |           |
| --------- | --------------------- | --------------------- | ------------------------ | -------------------- | ----------------------- | --------- |
| Serie I   | -აქვს [=a-kv-s]       | -ჰქონდა [=h-kon-d-a]  | -ჰქონდეს [=h-kon-d-e-s]  | -მტანი [=m-t'an-i]   | -სატანი [=sa-t'an-i]    |           |
| Serie I   | Futuro                | Condizionale          | Cong. futuro             | Perfetto             | Privativo               |           |
| Serie I   | -იტანს [=i-t'an-s]    | -იტანდა [=i-t'an-d-a] | -იტანდეს [=i-t'an-d-e-s] | -ტანილი [=t'an-il-i] | -უტანელი [=u-t'an-el-i] |           |
| Serie II  |                       | Aoristo               | Ottativo                 | Masdar               | Masdar                  |           |
| Serie II  | -იტანა [=i-t'an-a]    | -იტანოს [=i-t'an-o-s] | -ტანა [=t'an-a]          | -ტანა [=t'an-a]      |                         |           |
| Serie III |                       | Perfetto              | Piuccheperfetto          |                      |                         |           |
| Serie III | -უტანია [=u-t'an-i-a] | -ეტანა [=e-t'an-a]    |                          |                      |                         |           |

### Il verbo di possesso animato
Le radici impiegate sono due: -q'av- nella sottoserie del presente, -q'ol- altrove.
- Il presente è ჰყავს [h-q'av-s]; nelle voci con SOD di I persona il gruppo vv viene talvolta semplificato in v (ad es. ვყავვარ [v-q'av-var] oppure ვყავარ [v-q'aØ-var] "egli mi ha").[33] L'imperfetto e il congiuntivo presente prendono regolarmente il suffisso -d, dando ჰყავდა [h-q'av-d-a] e ჰყავდეს [h-q'av-d-e-s] rispettivamente.
- Tutti gli altri screeve si formano regolarmente secondo la coniugazione di 4ᵃ classe, in questo caso con suff.tem. -Ø. Il futuro è quindi ეყოლება [e-q'ol-eb-a], l'aoristo ეყოლა [e-q'ol-a] e il perfetto ჰყოლია [h-q'ol-i-a] (dalla radice del masdar ყოლა [q'ol-a]).

Il paradigma completo del verbo, comprensivo delle forme indefinite, è illustrato nella tabella che segue.
|           | Screeve               | Screeve                    | Screeve                       |                    | Participi          | Participi |
| Serie I   | Presente              | Imperfetto                 | Cong. presente                | Attivo             | Futuro             |           |
| --------- | --------------------- | -------------------------- | ----------------------------- | ------------------ | ------------------ | --------- |
| Serie I   | ჰყავს [h-q'-av-s]     | ჰყავდა [h-q'av-d-a]        | ჰყავდეს [h-q'av-d-e-s]        | ×                  | საყოლი [sa-q'ol-i] |           |
| Serie I   | Futuro                | Condizionale               | Cong. futuro                  | Perfetto           | Privativo          |           |
| Serie I   | ეყოლება [e-q'ol-eb-a] | ეყოლებოდა [e-q'ol-eb-od-a] | ეყოლებოდეს [e-q'ol-eb-od-e-s] | ნაყოლი [na-q'ol-i] | ×                  |           |
| Serie II  |                       | Aoristo                    | Ottativo                      | Masdar             | Masdar             |           |
| Serie II  | ეყოლა [e-q'ol-a]      | ეყოლეს [e-q'ol-e-s]        | ყოლა [q'ol-a]                 | ყოლა [q'ol-a]      |                    |           |
| Serie III |                       | Perfetto                   | Piuccheperfetto               |                    |                    |           |
| Serie III | ჰყოლია [h-q'ol-i-a]   | ჰყოლოდა [h-q'ol-od-a]      |                               |                    |                    |           |

L'aggiunta di un preverbo nella sottoserie del presente veicola il significato di trasporto di un oggetto animato (ad es. მოჰყავს [mo=h-q'av-s] "porta qui qcn.", შეჰყავს [she=h-q'av-s] "porta dentro qcn." e così via). Al di fuori della sottoserie del presente il verbo così ottenuto utilizza la radice -q'van- e ha la coniugazione di 1ᵃ classe, anche in questo caso con aggiunta della vocale preradicale i- nella sottoserie del futuro e nella serie II. Il paradigma completo a meno del preverbo è illustrato nella tabella che segue.
|           | Screeve                 | Screeve                 | Screeve                    |                        | Participi                 | Participi |
| Serie I   | Presente                | Imperfetto              | Cong. presente             | Attivo                 | Futuro                    |           |
| --------- | ----------------------- | ----------------------- | -------------------------- | ---------------------- | ------------------------- | --------- |
| Serie I   | -ჰყავს [=h-q'av-s]      | -ჰყავდა [=h-q'av-d-a]   | -ჰყავდეს [=h-q'av-d-e-s]   | -მყვანი [=m-q'van-i]   | -საყვანი [=sa-q'van-i]    |           |
| Serie I   | Futuro                  | Condizionale            | Cong. futuro               | Perfetto               | Privativo                 |           |
| Serie I   | -იყვანს [=i-q'van-s]    | -იყვანდა [=i-q'van-d-a] | -იყვანდეს [=i-q'van-d-e-s] | -ყვანილი [=q'van-il-i] | -უყვანელი [=u-q'van-el-i] |           |
| Serie II  |                         | Aoristo                 | Ottativo                   | Masdar                 | Masdar                    |           |
| Serie II  | -იყვანა [=i-q'van-a]    | -იყვანოს [=i-q'van-o-s] | -ყვანა [=q'van-a]          | -ყვანა [=q'van-a]      |                           |           |
| Serie III |                         | Perfetto                | Piuccheperfetto            |                        |                           |           |
| Serie III | -უყვანია [=u-q'van-i-a] | -ეყვანა [=e-q'van-a]    |                            |                        |                           |           |

## Tipi derivazionali: verbi derivati

### Desiderativi
I desiderativi denotano il bisogno di eseguire una certa azione, spesso involontario. Si ricavano soprattutto da verbi di 3ᵃ classe (ad es. მღერის [mgher-i-s] "canta" → ემღერება [e-mgher-eb-a] "ha voglia di cantare") o da altri verbi di 4ᵃ classe (ad es. სძინავს [s-dzin-av-s] "dorme" → ეძინება [e-dzin-eb-a] "ha sonno").
Il modello di coniugazione è quello dei verbi iniani bivalenti (a sintassi invertita): il tema del presente si ottiene aggiungendo la vocale preradicale e- e il suffisso tematico -eb alla radice. Generalmente sono usati solo gli screeve della sottoserie del presente.

### Incoativi
Gli incoativi denotano un cambiamento di stato laddove il verbo originario indicava uno stato. Sono ricavati da altri verbi di 4ᵃ classe e possono essere sia di tipo iniani (ad es. ღვიძავს [ghvidz-av-s] "sono sveglio" → გაეღვიძება [ga=e-ghvidz-eb-a] "mi sveglierò") sia di tipo doniani (ad es. უყვარს [u-q'var-s] "ama" → შეუყვარდება [she=u-q'var-d-eb-a] "mi innamorerò"), sempre con sintassi invertita.

### Giudicativi
I giudicativi sono denominativi: indicano l'opinione di OIS che SOD abbia la qualità espressa dall'aggettivo su cui si basano (ad es. ადვილი [advili] "semplice" → ეადვილება [e-advil-eb-a] "ritiene che qcs. sia semplice"). Solitamente hanno soltanto la serie I e la serie II, ma senza preverbo.

### Verbi di involontarietà
In generale, il passivo di 2ᵃ classe formato da un verbo di 1ᵃ classe può prendere la "coniugazione oggettiva", cioè passare alla 4ᵃ classe con modello di coniugazione in -eb. La coppia di verbi che ne risulta differisce nel grado di volontarietà applicato all'azione: quello di 1ᵃ classe ha una sfumatura neutra o indica l'azione deliberata, quello di 2ᵃ/4ᵃ indica l'azione involontaria o accidentale. Così ad esempio la frase
ფული დავკარგე
[puli da=v-k'arg-e]
denaro-NOM io-persi-lo-AOR1
"Ho perso i soldi"
ha valore neutro e contrasta con
ფული დამეკარგა
[puli da=m-e-k'arg-a]
denaro-NOM egli-perse-mi-AOR4
"Ho (accidentalmente) perso i soldi"
che ha valore involontario (lett. "Mi si sono persi i soldi").
Questo passaggio derivazionale può riguardare anche verbi di 3ᵃ classe (ad es. იცინის [i-tsin-i-s] "ride" → გაეცინება [ga=e-tsin-eb-a] "scoppierà a ridere").